# Liste der Baudenkmäler in Plößberg

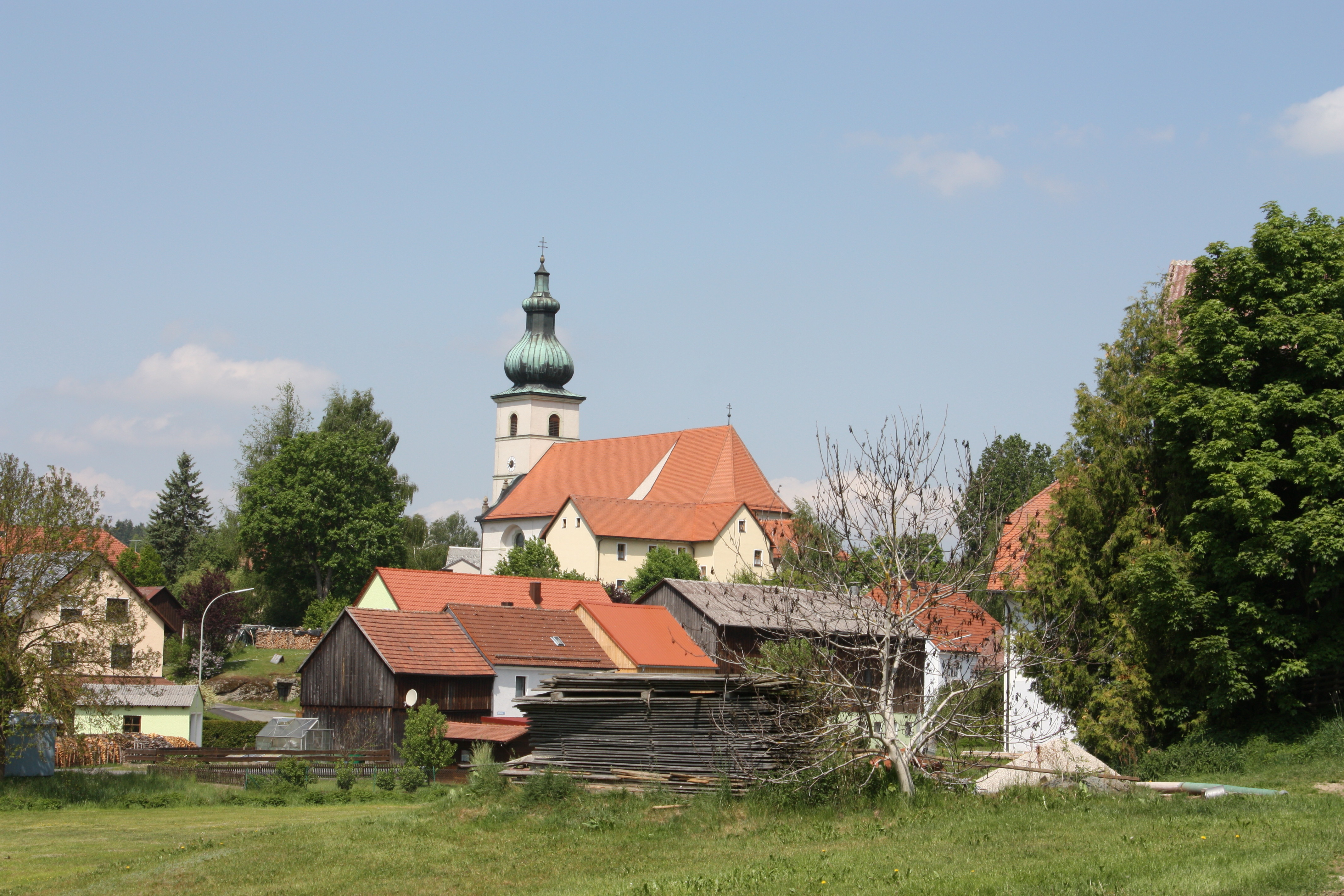
Blick auf Beidl

Auf dieser Seite sind die Baudenkmäler in dem Oberpfälzer Markt Plößberg zusammengestellt. Diese Tabelle ist eine Teilliste der Liste der Baudenkmäler in Bayern. Grundlage ist die Bayerische Denkmalliste, die auf Basis des Bayerischen Denkmalschutzgesetzes vom 1. Oktober 1973 erstmals erstellt wurde und seither durch das Bayerische Landesamt für Denkmalpflege geführt wird. Die folgenden Angaben ersetzen nicht die rechtsverbindliche Auskunft der Denkmalschutzbehörde.

## Baudenkmäler nach Ortsteilen

### Plößberg
| Lage                                              | Objekt                                                                       | Beschreibung | Akten-Nr.     | Bild           |
| ------------------------------------------------- | ---------------------------------------------------------------------------- | --- | ------------- | -------------- |
| Alte Schulstraße 27 (Standort)                    | Katholische Pfarrkirche St. Georg                                            | Saalbau, verputzter Massivbau mit Pilastergliederung und geschweiftem Zwerchgiebel, eingezogenem, dreiseitig geschlossenem Chor, Turm mit Laternenzwiebelhaube und Vorhalle mit Glockendach, neubarock, 1916–18; mit Ausstattung Figur des heiligen Johannes von Nepomuk auf hohem Granitpostament, bezeichnet mit „1702“ | D-3-77-146-1  | weitere Bilder |
| Glockengasse 3 (Standort)                         | Evangelisch-Lutherische Pfarrkirche St. Georg, ehemalige Simultanpfarrkirche | Saalkirche, Satteldachbau aus Bruchsteinmauerwerk mit eingezogenem, dreiseitig geschlossenem Chor und Westturm mit Spitzhelm, neugotisch, 1854; mit Ausstattung Kirchhof mit Grabsteinen des 19. Jahrhunderts Einfriedung mit neuromanischem und neugotischem Portal sowie erhaltenen Teilstücken der Friedhofsmauer      | D-3-77-146-2  | weitere Bilder |
| Kirchenstraße; Nähe Kirchenstraße (Standort)      | Kriegerdenkmal für die Gefallenen des Ersten Weltkriegs                      | Obelisk, nach 1918, flankiert von zwei Stelen zum Gedenken an die Gefallenen des Zweiten Weltkriegs, Granit, nach 1945 | D-3-77-146-55 | BW             |
| Nähe Kapellenweg, zwischen zwei Linden (Standort) | Kapelle St. Thaddäus auf der Schafwiese                                      | Massivbau mit Satteldach, einfacher Putzgliederung und Nischenfigur, im Kern 1709, wiederhergestellt 1828; mit Ausstattung | D-3-77-146-54 | weitere Bilder |
| Ringstraße (Standort)                             | Kriegerdenkmal für die Gefallenen von 1870/71                                | Statue der Germania auf Postament, Granit | D-3-77-146-4  | BW             |
| Schloßstraße 12 (Standort)                        | Ehemaliges Nebengebäude des Schlosses                                        | Eingeschossiger, giebelständiger und verputzter Massivbau über hohem, geböschtem Kellergeschoss, mit Satteldach und Granitfaschen, wohl 1751 | D-3-77-146-5  | weitere Bilder |
| Schloßstraße 16 (Standort)                        | Ehemaliges Schloss                                                           | Zweigeschossiger, verputzter Massivbau über hohem Kellergeschoss, mit Walmdach, nach Brand von 1751 unter Verwendung von Bauteilen des Vorgängerbaus von „1614“ (bezeichnet) wiederaufgebaut Mit zugehöriger Bruchsteinmauer                                                                                              | D-3-77-146-6  | weitere Bilder |

### Beidl
| Lage                                                                                      | Objekt                                        | Beschreibung | Akten-Nr.     | Bild                                          |
| ----------------------------------------------------------------------------------------- | --------------------------------------------- | --- | ------------- | --------------------------------------------- |
| Am Kreuzberg 1 (Standort)                                                                 | Kapelle                                       | Verputzter Massivbau mit Satteldach und Blendbogengliederung, bezeichnet mit „1907“; mit Ausstattung | D-3-77-146-11 | BW                                            |
| Am Sulzteich 1 (Standort)                                                                 | Kreuzigungsgruppe                             | Holzgeschnitzt, 1934 | D-3-77-146-7  | BW                                            |
| Neben gleichaltriger Linde an der Straße nach Leichau (Standort)                          | Bildstock mit Relief der Marienkrönung        | Granit, bezeichnet mit „1732“; neben gleichaltriger Linde | D-3-77-146-14 | BW                                            |
| Thanner Holz (Standort)                                                                   | Brücke                                        | Einbogig und aus Bruchsteinmauerwerk, wohl 18. Jahrhundert, möglicherweise aus Steinen der ehemaligen Burg Beidl | D-3-77-146-8  | Brücke                                        |
| Kapellenflur (Standort)                                                                   | Feldkapelle                                   | Verputzter Steinquaderbau mit Satteldach, bezeichnet mit „1729“; mit Ausstattung | D-3-77-146-12 | BW                                            |
| Leonhardistraße 8 (Standort)                                                              | Kaplanhaus, ehemaliges Pfarrhaus              | Eingeschossiger, verputzter Massivbau über hohem Sockelgeschoss, mit Steildach und Granitgewänden, in Teilen 17. Jahrhundert, erneuert durch Georg Häring und Anton Seidl, 1725 Nit Einfriedung, unverputzte Bruchsteinmauer, wohl gleichzeitig | D-3-77-146-53 | BW                                            |
| Leonhardistraße 12 (Standort)                                                             | Katholische Pfarrkirche Mariä-Himmelfahrt     | Saalbau, verputzter Massivbau mit Putz- und Arkadenbögengliederung, eingezogenem und gerade geschlossenem Chor und Westturm mit Doppelzwiebelhaube, unter Verwendung älteren Mauerbestandes von Philipp Muttone, 1729–37, bezeichnet mit „1732“ und „1737“; mit Ausstattung Kapelle St. Leonhard, verputzter Massivbau mit Walmdach, Putzgliederung und Kuppeldachreiter, 1729–32; östlich an den Chor der Kirche angebaut Ölbergkapelle, flacher Anbau, verputzter Massivbau mit Pultdach, schmiedeeisernem Gitter und überlebensgroßen Steinfiguren, erste Hälfte 18. Jahrhundert; an der Kirchensüdwand Kirchhofeinfriedung, verputzte Bruchsteinmauer, größtenteils mittelalterlich, mit gotischem Spitzbogenportal und spätgotischem Relief Großes Grabkreuz mit Schmerzensmaria, Gusseisen, wohl zweite Hälfte 19. Jahrhundert | D-3-77-146-9  | weitere Bilder                                |
| Kessel, unter gleichaltriger Linde westlich an der Kreisstraße nach Schönficht (Standort) | Steinerner Feldaltar zu einem Schauergedenken | Bezeichnet mit „1846“ Kruzifix an gleichaltriger Linde Daneben Steinkreuz, sogenanntes Rotes Kreuz, Granit | D-3-77-146-17 | Steinerner Feldaltar zu einem Schauergedenken |
| Brückelzelch, unter einer alten Linde, 800 Meter südwestlich (Standort)                   | Steinerner Feldaltar                          | Im Aufsatz Abendmahlsdarstellung, Granit, bezeichnet mit „1828“ | D-3-77-146-16 | BW                                            |
| Unter einer alten Linde an der Staatsstraße 2181 nach Wildenau (Standort)                 | Steinerner Feldaltar                          | Im Aufsatz Mosaik mit Abendmahlsdarstellung, bezeichnet wohl mit „1820“ | D-3-77-146-15 | Steinerner Feldaltar                          |
| Unter einem Kastanienbaum an der Kreisstraße nach Schönficht (Standort)                   | Steinerner Feldaltar                          | Granit, mit Reliefdarstellung des Altarsakraments, von Peter Anton Felsner, bezeichnet mit „1711“ | D-3-77-146-13 | Steinerner Feldaltar                          |

### Betzenmühle
| Lage                     | Objekt  | Beschreibung                                               | Akten-Nr.     | Bild |
| ------------------------ | ------- | ---------------------------------------------------------- | ------------- | ---- |
| Betzenmühle 2 (Standort) | Kapelle | Verputzter Massivbau mit Satteldach, 1865; mit Ausstattung | D-3-77-146-18 | BW   |

### Erkersreuth
| Lage                                           | Objekt                | Beschreibung                                               | Akten-Nr.     | Bild |
| ---------------------------------------------- | --------------------- | ---------------------------------------------------------- | ------------- | ---- |
| Steinbühl; an der Straße nach Stein (Standort) | Feldkapelle St. Maria | Verputzter Massivbau mit Satteldach, 1867; mit Ausstattung | D-3-77-146-19 | BW   |

### Geisleithen
| Lage                    | Objekt                      | Beschreibung                                           | Akten-Nr.     | Bild |
| ----------------------- | --------------------------- | ------------------------------------------------------ | ------------- | ---- |
| Leitenwiesen (Standort) | Säulenbildstock mit Laterne | Granit, bezeichnet mit „1768 JAS“ (Johann A. Siegritz) | D-3-77-146-21 | BW   |

### Konnersreuth
| Lage                      | Objekt          | Beschreibung                                      | Akten-Nr.     | Bild |
| ------------------------- | --------------- | ------------------------------------------------- | ------------- | ---- |
| Konnersreuth 2 (Standort) | Maria-Hilf-Bild | Mit spätbarocker Pilasterrahmung, 18. Jahrhundert | D-3-77-146-22 | BW   |

### Leichau
| Lage                                                                          | Objekt  | Beschreibung                                                                                 | Akten-Nr.     | Bild |
| ----------------------------------------------------------------------------- | ------- | -------------------------------------------------------------------------------------------- | ------------- | ---- |
| Leichau 12; zwischen zwei Kastanienbäumen an der Straße nach Beidl (Standort) | Kapelle | Verputzter Massivbau mit Satteldach und Granitportal, bezeichnet mit „1913“; mit Ausstattung | D-3-77-146-23 | BW   |

### Liebenstein
| Lage                                                             | Objekt                      | Beschreibung                                                             | Akten-Nr.     | Bild           |
| ---------------------------------------------------------------- | --------------------------- | ------------------------------------------------------------------------ | ------------- | -------------- |
| In Liebenstein, am Ortsausgang nach Tirschenreuth (Standort)     | Säulenbildstock mit Laterne | Granit, 18. Jahrhundert                                                  | D-3-77-146-25 | BW             |
| Schloßberg; auf Granitwänden eines Hügels nordöstlich (Standort) | Burgruine Liebenstein       | Erhaltene Teilstücke des aufgehenden Mauerwerks, 12. bis 14. Jahrhundert | D-3-77-146-24 | weitere Bilder |

### Ödschönlind
| Lage                                                     | Objekt          | Beschreibung                                                                                          | Akten-Nr.     | Bild |
| -------------------------------------------------------- | --------------- | --- | ------------- | ---- |
| Ödschönlind 6 (Standort)                                 | Ortskapelle     | Verputzter Massivbau mit Satteldach und Blendbogengliederung, spätes 19. Jahrhundert; mit Ausstattung | D-3-77-146-26 | BW   |
| St 2172, westlich an der Straße nach Plößberg (Standort) | Säulenbildstock | Granit, mit bekrönendem Eisenkreuz, neugotisch, bezeichnet mit „1854“                                 | D-3-77-146-27 | BW   |

### Schirnbrunn
| Lage                                              | Objekt                      | Beschreibung                  | Akten-Nr.     | Bild |
| ------------------------------------------------- | --------------------------- | ----------------------------- | ------------- | ---- |
| Mühlberg, an der Straße nach Albernhof (Standort) | Säulenbildstock mit Laterne | Granit, bezeichnet mit „1794“ | D-3-77-146-28 | BW   |

### Schnackenhof
| Lage                       | Objekt      | Beschreibung                                                                                    | Akten-Nr.     | Bild |
| -------------------------- | ----------- | ----------------------------------------------------------------------------------------------- | ------------- | ---- |
| Schottenpoint (Standort)   | Feldkapelle | Verputzter Massivbau mit Satteldach und Granitgewänden, spätes 17. Jahrhundert; mit Ausstattung | D-3-77-146-29 | BW   |
| In Schnackenhof (Standort) | Marter      | Granit, bezeichnet mit „1703“, mit bekrönendem Eisenkreuz und Bildtafel, um 1852                | D-3-77-146-30 | BW   |

### Schönficht
| Lage                     | Objekt                       | Beschreibung                            | Akten-Nr.     | Bild |
| ------------------------ | ---------------------------- | --------------------------------------- | ------------- | ---- |
| In Schönficht (Standort) | Kruzifix mit Schmerzensmaria | Holz, wohl erste Hälfte 19. Jahrhundert | D-3-77-146-32 | BW   |

### Schönkirch
| Lage                                | Objekt                                                                                           | Beschreibung | Akten-Nr.     | Bild                                          |
| ----------------------------------- | ------------------------------------------------------------------------------------------------ | --- | ------------- | --------------------------------------------- |
| Dorfstraße, am Dorfplatz (Standort) | Kriegerdenkmal für die Gefallenen von 1914/18                                                    | Obelisk auf Postament mit Reliefs, Granit | D-3-77-146-35 | Kriegerdenkmal für die Gefallenen von 1914/18 |
| Dorfstraße 36 (Standort)            | Dreiseithof                                                                                      | Wohnstallhaus, eingeschossiger, giebelständiger und verputzter Massivbau mit Satteldach und Granitfaschen Scheune, Satteldachbau, zum Teil holzverschalt Schupfen, Massivbau mit Satteldach, hofseitig in Ständerkonstruktion geöffnet; zweite Hälfte 19. Jahrhundert                                  | D-3-77-146-52 | BW                                            |
| Kirchweg 4 (Standort)               | Katholische Kirche St. Michael                                                                   | Saalbau über T-förmigem Grundriss, verputzter Massivbau mit Vorhalle und gerade geschlossenem Chor mit bündig angefügten Querhausarmen und Turm mit Laternenzwiebelhaube, unter Einbezug von Teilen des im Kern mittelalterlichen Schlosses, 18. Jahrhundert, von Josef Koch, 1929–33; mit Ausstattung | D-3-77-146-33 | weitere Bilder                                |
| Kirchweg 5 (Standort)               | Evangelisch-lutherische Filialkirche St. Michael, ehemalige simultane Schlosskapelle St. Michael | Romanische Chorturmanlage mit eingezogenem, quadratischem Chor und Quadermauerwerk, zweite Hälfte 12. Jahrhundert, profanes Obergeschoss und Turm mit neuerem Zeltdach aus Bruchsteinmauerwerk, wohl spätmittelalterlich, Barockisierung mit Erneuerung des Dachs, 18. Jahrhundert; mit Ausstattung    | D-3-77-146-34 | weitere Bilder                                |
| Nähe Kirchweg (Standort)            | Stadel                                                                                           | Eingeschossiger, winkelförmiger und teilunterkellerter Bruchstein- und Quaderbau mit Steildach, im Kern wohl Rest der mittelalterlichen Burganlage, Ständerkonstruktion bezeichnet mit „1874“ | D-3-77-146-51 | weitere Bilder                                |
| Waldweg 1 (Standort)                | Säulenbildstock mit Laterne                                                                      | Granit, 18. Jahrhundert Zwei Steinkreuze, Granit, 18. Jahrhundert oder älter; den Bildstock flankierend | D-3-77-146-36 | weitere Bilder                                |

### Schönthan
| Lage                                                                              | Objekt                                     | Beschreibung                                                  | Akten-Nr.     | Bild |
| --------------------------------------------------------------------------------- | ------------------------------------------ | ------------------------------------------------------------- | ------------- | ---- |
| Steinbüschel, unter einer Gruppe alter Linden an der Straße nach Beidl (Standort) | Feldkapelle                                | Verputzter Massivbau mit Satteldach, um 1900; mit Ausstattung | D-3-77-146-38 | BW   |
| Steinobelisk; unter alter Föhre am Weg nach Beidl (Standort)                      | Gedenkstein, sogenannte Schönthaner Marter | Obeliskähnlich gestaltet, Granit, bezeichnet mit „1826“       | D-3-77-146-39 | BW   |

### Stein
| Lage               | Objekt                                     | Beschreibung | Akten-Nr.     | Bild           |
| ------------------ | ------------------------------------------ | --- | ------------- | -------------- |
| Stein 1 (Standort) | Katholische Expositurkirche St. Laurentius | Saalbau, verputzter Massivbau mit eingezogenem, halbrund geschlossenem Chor, südlichem Sakristeianbau und Eckturm mit Laternenzwiebelhaube, von Philipp Muttone, bezeichnet mit „1762“; mit Ausstattung Kapelle, Zentralbau, verputzter Massivbau mit Laternenglockenhaube und Lourdesgrotte, bezeichnet mit „1913“ | D-3-77-146-40 | weitere Bilder |

### Waffenhammer
| Lage                      | Objekt                                | Beschreibung | Akten-Nr.     | Bild |
| ------------------------- | ------------------------------------- | --- | ------------- | ---- |
| Waffenhammer 1 (Standort) | Ehemaliges Hammerwerk, jetzt Schmiede | Langgestreckter, zweigeschossiger und verputzter Bruchsteinbau mit Satteldach und Granitfaschen, nördlicher Wohnteil in barocken Bauformen bezeichnet mit „1793“, südlicher Werkstattteil mit Hammerschmiede bezeichnet mit „1837“ Grabstein, Granit, mit bekrönendem schmiedeeisernem Kreuz, bezeichnet mit „1843“; zwischen Wohnteil und Straße | D-3-77-146-42 | BW   |

### Wildenau
| Lage                                | Objekt                                   | Beschreibung | Akten-Nr.     | Bild               |
| ----------------------------------- | ---------------------------------------- | --- | ------------- | ------------------ |
| Am Schloßberg 9 und 10 (Standort)   | Ehemaliges Schloss                       | U-förmige, um kleinen Innenhof angeordnete Burganlage mit Bergfried, 12. und 14. Jahrhundert, mehrgeschossige Trakte mit Sattel- und Krüppelwalmdach, nordwestliche Gebäudegruppe aus Bruchstein- und Quadermauerwerk, zweite Hälfte 17. Jahrhundert, im Erdgeschoss des Westtrakts die 1912 aufgelassene evangelisch-lutherische Schlosskapelle St. Erhard; mit Ausstattung Evangelisch-lutherische Kirche, wohl über Teilen des ehemaligen Palas errichtet, flachgedeckter Saalbau mit eingezogenem. dreiseitig geschlossenem Chor, 1912 an den zum Glockenturm umgestalteten, quadratischen ehemaligen Bergfried mit glockig ausschwingendem Spitzhelm angebaut; mit Ausstattung Stützmauer, bezeichnet mit „1559“ Nebengebäude, eingeschossiger Massivbau mit Satteldach, wohl zweite Hälfte 19. Jahrhundert | D-3-77-146-44 | Ehemaliges Schloss |
| Am Schloßberg 8 (Standort)          | Gasthaus                                 | Zweigeschossiger Massivbau mit Satteldach und Granitgewänden, um 1860 | D-3-77-146-45 | BW                 |
| Nähe Plößberger Straße (Standort)   | Steinkreuz                               | Granit | D-3-77-146-47 | BW                 |
| Pfarrer-Wißmath-Straße 7 (Standort) | Katholische Benefiziumskirche St. Erhard | Saalbau, verputzter Massivbau mit Satteldach und Schweifgiebel, mit ausbauchendem Langhaus, eingezogenem, halbrund geschlossenem Chor und Turm mit Doppelzwiebelhaube, in neubarocken Formen, von Josef Koch und Heinrich Hauberrisser, 1906; mit Ausstattung Friedhofskapelle als Kriegergedenkstätte, kleiner Satteldachbau mit neubarocker Putzgliederung Einfriedung, Pfeilgitterzaun und gemauerte Torpfosten; wohl gleichzeitig Großes Grabkreuz mit Schmerzensmaria, bezeichnet mit „1906“ | D-3-77-146-43 | BW                 |

### Wurmsgefäll
| Lage                                                             | Objekt      | Beschreibung                                                                | Akten-Nr.     | Bild |
| ---------------------------------------------------------------- | ----------- | --------------------------------------------------------------------------- | ------------- | ---- |
| Haselflur, zwischen zwei Kastanienbäumen, südwestlich (Standort) | Feldkapelle | Verputzter Massivbau mit Satteldach, bezeichnet mit „1710“; mit Ausstattung | D-3-77-146-50 | BW   |

## Ehemalige Baudenkmäler
In diesem Abschnitt sind Objekte aufgeführt, die noch existieren und früher einmal in der Denkmalliste eingetragen waren, jetzt aber nicht mehr.

| Lage                                          | Objekt                 | Beschreibung                                  | Akten-Nr.     | Bild                |
| --------------------------------------------- | ---------------------- | --------------------------------------------- | ------------- | ------------------- |
| Plößberg Marktplatz 2 (Standort)              | Steinerner Torbogen    | Bezeichnet mit „1862“                         | D-3-77-146-3  | Steinerner Torbogen |
| Beidl Auf Granitfindling im Sulzteich ()      | Drei Holzkreuze        | Ursprung wohl 17. Jahrhundert, jetzt erneuert | D-3-77-146-10 | Drei Holzkreuze     |
| Stein Haus Nummer 13 (Standort)               |                        | Bezeichnet „1749“                             | D-3-77-146-41 | BW                  |
| Wildenau Pfarrer-Wißmath-Straße 14 (Standort) | Immaculata             | 18. Jahrhundert                               | D-3-77-146-48 | BW                  |
| Wildenau Schützenstraße 7 (Standort)          | ? der ehemaligen Mühle | Bezeichnet „1798“                             | D-3-77-146-49 | BW                  |